# المخعف (تعز)
المخعف هي إحدى قرى الجمهورية اليمنية. وهي تتبع جغرافيًا لمحافظة تعز. وإداريًا لمديرية المسراخ. يبلغ تعداد سكانها 3071 نسمة حسب الإحصاء الذي جرى عام 2004.